# Râul Valea Șesii, Arieș
Râul Valea Șesii este un afluent al râului Arieș. 
Luni, 3 aprilie 2017, la iazul de decantare a sterilului de la Valea Șesei, aflat în administrarea societății Cuprumin SA Abrud, a avut loc o poluare accidentală gravă. Una dintre sondele inverse a cedat iar sterilul a fost deversat în râul Valea Șesei, ajungând apoi în râul Arieș. Iazul de decantare are o suprafață de aproximativ 130 ha. Sterilul rezultat de la mina de cupru de la Roșia Poieni conține cadmiu care depășește și de zece ori valorile normale. Ca urmare peștii din aval de Valea Șesii au murit.